# Новояворівська ТЕЦ
Новояворівська теплоелектроцентраль (ТЕЦ) розташована в місті Новояворівськ Львівської області. 
ТЕЦ забезпечує теплопостачання та гаряче водопостачання для мешканців міста, а також виробляє електроенергію.
У 2018 та 2019 роках опалювальний сезон у Новояворівську розпочинався із затримкою через проблеми з управлінням ТЕЦ. У листопаді 2019 року станцію передали в управління компанії «Нафтогаз Тепло», що дозволило нормалізувати її роботу та забезпечити вчасний початок опалювальних сезонів. 
У жовтні 2022 року було оголошено про плани будівництва нової сучасної ТЕЦ на альтернативному паливі в Новояворівську. Проект передбачає також будівництво сортувального комплексу твердих побутових відходів. Як паливо планується використовувати деревну тріску та органічну складову твердих побутових відходів, що дозволить зекономити значні кошти на закупівлі газу та забезпечити мешканців дешевшим теплом і гарячою водою протягом року. 
Станом на жовтень 2023 року Новояворівська ТЕЦ завершила підготовку до опалювального сезону, виконавши необхідні ремонти основного та допоміжного обладнання, а також провівши гідравлічні випробування тепломереж. Загальна готовність станції до опалювального сезону становила майже 95%.